# Intoxicació per mercuri

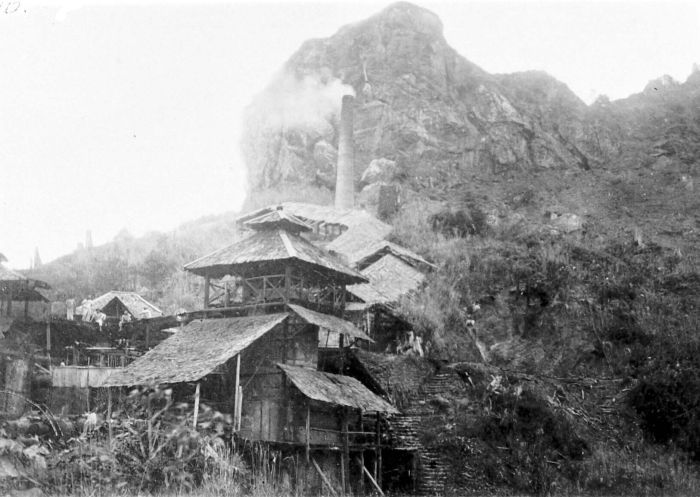
L'extracció de mercuri és des de l'antiguitat una font de contaminació i també d'intoxicació (antiga mina holandesa de mercuri de Tegorah, a Sambas, Borneo)

El mercuri és un metall molt tòxic, afecta principalment les funcions cerebrals (neurotòxic) i renals (nefrotòxic) i se sospita que és un disruptor endocrí i pot induir certs càncers (es va observar per exemple, casos de leucèmia en la intoxicació per mercuri massiva de Minamata del Japó). L'any 2007 es va demostrar que el mercuri té un efecte citotòxic sobre les cèl·lules mare del sistema nerviós central.

És un element que s'evapora fàcilment i en estat de vapor l'organisme l'assimila més fàcilment cosa que augmenta la seva acció nociva. Nocivitat que a més s'incrementa amb l'absorció simultània de coure, zinc o plom.
La intoxicació per mercuri també rep el nom d'hidrargíria (del nom grecollatí del mercuri: hydrargirium)
Cal distingir els efectes de les sals de mercuri (mercuri sota la forma ionitzada) Hg₂2+ i del Hg+ del mercuri metàl·lic Hg0, dels efectes dels compostos orgànics del mercuri (metilmercuri CH₃Hg especialment) molt més tòxics.

## Signes i símptomes
El tipus i el grau dels símptomes que es mostrin dependrà de la dosi, i la via i durada de l'exposició.
Els símptomes més comuns de la intoxicació per mercuri són la neuropatia perifèrica (que es presenta com parestèsia o picor, cremor o dolor), decoloració de la pell (galtes rosades, en els dits de mans i peus), inflamació, i descamació (exfoliació de la pell).
Com que el mercuri inhibeix irreversiblement els enzims dependents de seleni (vegeu baix) i també pot inactivar la S-adenosilmetionina, que és necessària per al catabolisme de les catecolamines per la catecol-O-metiltransferasa. A causa de la incapacitat del cos per degradar les catecolamines (per exemple, noradrenalina), una persona que pateix d'enverinament per mercuri pot experimentar sudoració profusa, taquicàrdia, augment de la salivació i hipertensió arterial.
Els nens afectats poden mostrar galtes, nas i llavis, vermells; pèrdua de cabell, dents i ungles; erupcions transitòries; hipotonia (debilitat muscular) i augment de la sensibilitat a la llum. Altres signes poden incloure la disfunció renal (per exemple, síndrome de Fanconi) o símptomes neuropsiquiàtrics com ara labilitat emocional, deteriorament de la memòria, i/o insomni. Així, la presentació clínica pot semblar-se a la del feocromocitoma o a la malaltia de Kawasaki. Un exemple de la descamació de la mà d'un nen amb enverinament per mercuri severa adquirida pel maneig de mercuri elemental és aquesta fotografia Arxivat 2009-03-27 a Wayback Machine. en Horowitz, et al. (2002).

## El mercuri com a verí
Durant l'època romana els condemnats a treballar en les mines de sofre i de mercuri tenien una esperança de vida molt curta. Plini el Vell ja va descriure els símptomes de l'enverinament per mercuri.

### Les malalties professionals
S'han fet servir solucions de nitrat de mercuri pel tractament de les pells per a fabricar barrets. Es diu que en això es va inspirar Lewis Carroll per al personatge del barreter boig en Alícia al País de les Meravelles. A França, les malalties professionals relacionades amb el mercuri van ser de les primeres a ser reconegudes per la legislació (1919).

### Intoxicacions agudes accidentals
- Incendi a Idrija (Eslovènia) el 1803: 900 persones intoxicades.
- Accident a bord del vaixell Triumph el 1810: que transportava mercuri, pels vapors de mercuri moriren 3 persones i 200 quedaren afectades.
- El juny de 1997 morí per intoxicació de mercuri el professor de química Karen Wetterhahn.

### Intoxicacions d'origen alimentari

#### Consum de llavors tractades amb mercuri
Des de 1890 es feien servir per al tractament de llavors agrícoles compostos a base de mercuri. La pràctica es va generalitzar des de 1915. Això va donar lloc a nombrosos accidents. Els exemples més coneguts van passar a: 
- Irak :
  - 1956, 1960 - 35 morts,
  - 1971: 459 morts i com a mínim 6530 hospitalitzacions.[3]
- Pakistan: 1961 - 4 morts.
- Guatemala: 1966 - 20 morts.
- Rússia: 1970 - 2 morts.
- Ghana: 1974 - 20 morts.
- Estats Units 1970 - 3 morts

El tractament de les llavors amb compostos de mercuri està prohibit des de 1982 a Europa occidental.

#### Consum de peixos contaminats
L'exemple més conegut és el de Minamata al Japó. També ha donat molts problemes l'ús de mercuri en l'extracció d'or que contamina els peixos consumits pels indígenes d'Amèrica del Sud.
De manera general cal evitar que les dones embarassades i els infants demenys de 2 anys consumeixin grans quantitats de peixos d'alta mar de mida grossa (orades, peix espasa, tonyina, etc.). Un peix contaminat o per bioacumulació pot contenir 23 mg de mercuri per kg de pes fresc, o sigui més de 100.000 vegades la concentració de mercuri de l'aigua on neden. També els peixos d'aigua dolça es poden contaminar amb mercuri.

## El mercuri com medicinal
El clorur mercuriós (calomel) havia estat utilitzat com diürètic i purgant. Pot ser que un tractament com aquest causés la mort d'Agnès Sorel.

### El mercuri i la sífilis
El 1527, Paracels ja preconitzà usar el mercuri en pols om ungüent per guarir la sífilis. Aquest remei no era efectiu però va ser molt utilitzat fins a l'arribada de la penicil·lina.

## El mercuri en la vida quotidiana

### En les amalgames dentals

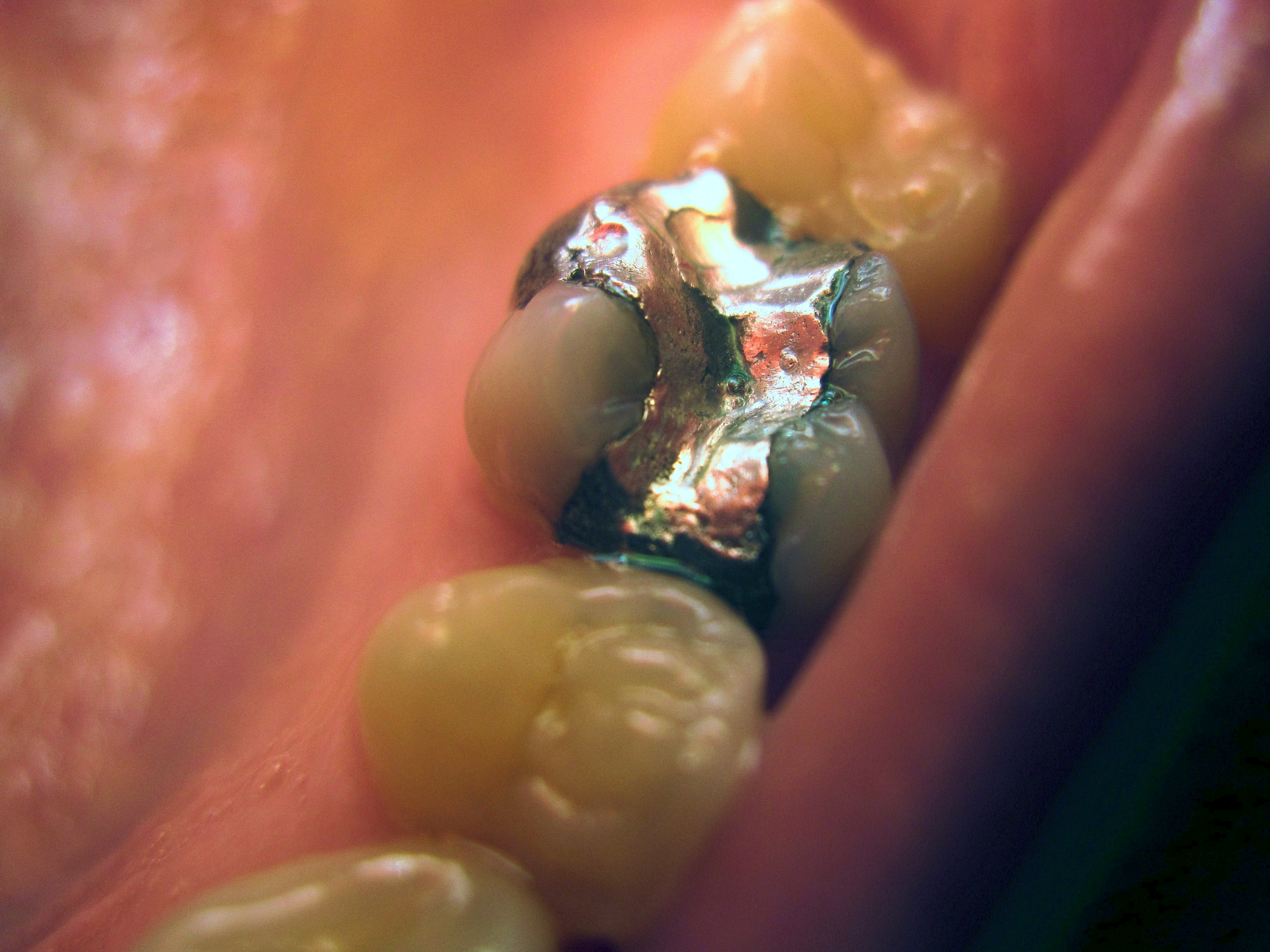
Un amalgama dental conté demitjana un gram de mercuri

Una amalgama dental conté al voltant d'un gram de mercuri i una part variable va passant progressivament a la boca. Els dubtes sobre la toxicitat d'aquestes amalgames han portat a alguns països europeus a limitar-ne el seu ús.

### Cosmètics
El «mercuri i els seus compostos» entren dins la llista de les substàncies prohibides en les productes cosmètics (Diari Oficial de la Unió Europea, Annex II, núm. 221), llevat d'excepcions recollides en l'annex V.

### Termòmetres i tensiòmetres
Els termòmetres i tensiòmetres amb mercuri són de venda prohibida a la UE des de 1998, però encara es troben sovint en les cases dels particulars.

### Làmpades fluorescents
Cadascun dels tubs fluorescents conté al voltant de 3 mg de mercuri.

### Conservador de les vacunes a base de mercuri
Des de la dècada de 1930 s'ha utilitzat el thiomersal (Thimerosal als Estats Units i Canadà) com a agent conservant de les vacunes. El 1998, un controvertit estudi científic proposava que la injecció de certes vacunes, vacuna RRO, als infants estava lligada a l'autisme

### Merbromina
La merbromina (Mercurochrome®) s'ha usat durant molt de temps com antisèptic, actualment el producte ja no porta mercuri.

## Tractament
El tractament es fa amb un quelatant: DMSA, DMPS, EDTA, etc. Si no es fa adequadament aquest tractament pot ser més nociu que no pas beneficiós i l'ha de fer un metge expert.

### Productes naturals
L'alga chlorella té la fama d'eliminar els metalls pesants de l'organisme, però cap estudi científic ho demostra encara. Al contrari les anàlisis mostren que chlorella comercial pot estar contaminada per alumini, estany, plom i arsènic.

L'all de bruixa, el coriandre, etc. es mencionen també, però igualment els estudis científics encara no els avalen.